# Woonlastenverzekering
De woonlastenverzekering is een verzekering die naast een hypothecaire lening wordt afgesloten om betaling van (een deel van) de maandlast (bij ziekte, arbeidsongeschiktheid of werkloosheid) zeker te stellen.
Deze vorm van verzekeren is in de jaren negentig van de twintigste eeuw voortgekomen uit de kredietbeschermingsverzekering, een verzekering die de maandlasten bij een persoonlijke leningen en autofinancieringen dekte.
Een woonlastenverzekering wordt over het algemeen afgesloten tegen koopsom, waarbij de koopsom meegefinancierd wordt in de kredietovereenkomst. In 2009 kwam de verzekering in opspraak door de vaak torenhoge provisies. Sinds de invoering van provisietransparantie, eveneens in 2009, is de provisie aanmerkelijk lager en worden deze verzekeringen nauwelijks meer verkocht.
De woonlastenverzekeringen werden aanvankelijk veel verkocht door de traditionele kredietbemiddelaars (zoals DSB, AFAB, HCB en VDZ), maar ook de hypotheekketens (zoals De Hypotheker, Hypotheekshop, Hypotheekvisie, Huis & Hypotheek) en grote banken (Rabobank, ING, ABN AMRO, Fortis, SNS) bleken later te werken met hoge provisies.
De woonlastenverzekering staat vooral bekend om zijn nadelen:
- hoge koopsom
- hoge provisie
- géén of slechte terugbetalingsregeling bij voortijdige beëindiging
- veel uitsluitingen in de voorwaarden, waardoor weinig claims toegekend worden.

Veel van de woonlastenverzekeringen die na 2007 verkocht zijn, kennen minder nadelen.